# 羅怡恬
羅怡恬（1998年8月17日—)，中国大陆女歌手，加減乘除組合成員。
2016年，参演轻喜剧《OS GIRLS》。2017年6月，羅怡恬和羅智儀、杜金雨、譚妍喆組成加減乘除組合正式出道，推出首張單曲《雙面黑》。2018年4月，參加騰訊視頻偶像女團竞演养成类真人秀節目《創造101》並獲評C等級，加入“舞蹈学院”。同年11月，获得《超新星全运会》女子艺术体操冠军。